# وكالة الفضاء الوطنية الإكوادورية
وكالة الفضاء الوطنية الإكوادورية (EXA) (بالإسبانية : Agencia Espacial Civil Ecuatoriana) هي منظمة إكوادورية خاصة تأسست عام 2007 تُجري أبحاثًا في علوم الفضاء والكواكب. هي منظمة غير حكومية لا تهدف من أجل الربح ولديها رقابة مدنية.
أطلقت الوكالة أول قمر صناعي لإكوادور (CubeSat NEE-01 Pegaso) في أبريل 2013 على متن سفينة لونغ مارش 2 دي الصينية. تم إطلاق قمرها الصناعي الثاني (CubeSat NEE-02 Krysaor) من روسيا على متن صاروخ دنيبر في نوفمبر 2013.